# Цимбалин, Владимир Владимирович
Владимир Владимирович Цимбалин (1873 года, Пенза, Пензенская губерния, Российская империя — 6 января 1920 года, Петроград, РСФСР) — врач, общественный деятель.

## Биография
Родился в 1873 году в Пензе. Окончив в 1895 году медицинский факультет Московского университета, уехал в Хвалынский уезд Саратовской губернии, где организовал богадельню для стариков, собрал библиотеку, в голодные годы возглавлял продовольственные комитеты. Во время революции 1905 года выступил в защиту восставших крестьян и был выслан за пределы губернии. Поселился под Петербургом, работал в больнице деревни Вартемяги, построил там хирургический корпус, а в 1909 году перешёл в земскую больницу посёлка Михаила Архангела за Невской заставой, где и оставался до конца жизни.
До 1913 года был единственным врачом в больнице, позже занял должность главного врача и занялся хирургией и одновременно работал школьным врачом в двух школах посёлка. С началом Первой мировой войны Цимбалин развернул в больнице госпиталь на 200 коек и возглавил комитет помощи семьям раненых.
В конце 1919 года спасал больных сыпным тифом, в результате чего заразился, и 6 января 1920 года скончался. Похоронен на Шуваловском кладбище.

## Личная жизнь
В семье было четверо детей.
Сын — Георгий Владимирович Цимбалин (1899—1942), умер в блокаду.  
Дочь — Галина Владимировна Чистович-Цимбалина (1904—1983) — кандидат медицинских наук, доцент кафедры детской хирургии ЛПМИ, одна из основателей Общества детских хирургов. Ее муж — Алексей Николаевич Чистович.
Сын — Владимир Цимбалин-младший (1906, Вартемяки—1950, Ленинград), который похоронен вместе с ним на Шуваловском кладбище — преподаватель Политехнического института, изобретатель. Окончил инженерно-физический факультет Ленинградского политехнического института. Кандидат технических наук (1940). Во время Советско-финской войны сконструировал, изготовил и применил во фронтовых условиях аппаратуру для быстрого отогревания обморожений (УВЧ). Всю блокаду В.В. Цимбалин был в Ленинграде. Проводил работу по применению токов УВЧ для стерилизации перевязочных материалов и другие исследования.  
«В блокадном Ленинграде жили Зина и Юра Цимбалины. 14 января 1942 г. Зина просила у знакомых "финские санки отвезти Юру в больницу имени его отца". Юра умер дома около 21 января 1942 г. от истощения». — Cм.: Пострелова Т.А. Выписки из дневника Н.Л. Михалевой (1941–1943 гг.) // Женщина и война. О роли женщин в обороне Ленинграда. 1941–1944 гг. Сб. статей. СПб.: Изд-во СПбГУ, 2006. — С. 303.

## Память
- Улица в Невском районе Санкт-Петербурга.
- Путепровод, соединяющий улицы Цимбалина и Белы Куна (неофициальное название — Цимбалинский путепровод).
- Больница на одноимённой улице (дом № 58) Санкт-Петербурга, где он работал (Центр медицинской и социальной реабилитации детей, оставшихся без попечения родителей им. В. В. Цимбалина).